# Молинара
Молинара (итал. Molinara) — коммуна в Италии, располагается в регионе Кампания, подчиняется административному центру Беневенто.
Население составляет 1946 человек, плотность населения составляет 81 чел./км². Занимает площадь 24 км². Почтовый индекс — 82020. Телефонный код — 0824.
Покровителем населённого пункта считается San Rocco. Праздник ежегодно празднуется 16 августа.